# Chikara to onna no yo no naka
Pour plus de détails, voir Fiche technique et Distribution.
Chikara to onna no yo no naka (力と女の世の中, litt. « Dans le monde du pouvoir et des femmes ») est un film d'animation japonais en noir et blanc sorti en 1933 et réalisé par Kenzō Masaoka. Il s'agit du tout premier média d'animation doublé au Japon,,.
Chikara a été classé dans la catégorie « Meilleur parmi les meilleurs » par le 12e Japan Media Arts Festival.

## Synopsis
Le personnage principal est père d'une famille de quatre enfants. Parce qu'il est constamment brimé à la maison, il commence une liaison avec une dactylographe à son travail et dévoile accidentellement le pot aux roses à sa femme en parlant dans son sommeil. Après avoir obtenu d'autres éléments de preuve, sa femme finit par les confronter tous deux sur leur lieu de travail.

## Production
En 1927 aux États-Unis, la sortie de Le Chanteur de jazz marque un nouveau pas dans l'histoire du cinéma parlant en étant le premier long métrage incluant des paroles synchronisés (grâce au Vitaphone de la Warner Bros), et les producteurs de films japonais se mettent à en créer de leur côté. La Shōchiku sort le premier film japonais doublé (avec dialogues parlés) en 1931, nommé Mon amie et mon épouse (マダムと女房, Madamu to nyōbō). À la suite du succès du film, Shirō Kido, le président de la Shōchiku, commissionne le premier film d'animation parlant à Masaoka.
Masaoka travaille à la création du film pendant un peu plus d'un an et le termine en octobre 1932. Le travail de seiyû (doubleur) n'existant pas à l'époque, la Shōchiku fait appel aux services d'acteurs pour le doublage, et le film sort finalement en salles le 13 avril 1933. 
Le succès du film a amené plusieurs de ses acteurs, tels que Roppa Furukawa et Ranko Sawa, au rang de star.

## Fiche technique
- Scénario : Tadao Ikeda
- Directeur, responsable du planning : Kenzō Masaoka
- Animation : Mitsuyo Seo, Seiichi Harada, Saburō Yamamoto
- Photographie : Kakuzan Kimura
- Producteur : Shirō Kido
- Responsable de la partie doublage : Hiromasa Nomura
- Son : Haruo Tsuchihashi
- Responsable de la partie musique : Masanori Imasawa
- Langue : japonais
- Société de distribution : Shōchiku
- Métrage : trois bobines, 617 m

Sources :,

## Doubleurs
- Personnage principal : Roppa Furukawa
- Sa femme : Ranko Sawa
- Dactylographe : Yōko Murashima
- Tarō : Akio Isono
- Jirō : Hideo Mitsui
- Hanako : Fusako Fujita
- Toshiko : Yōko Fujita

Sources :,